# Adam Friedrich von Seinsheim
Adam Friedrich August Anton Joseph Maria Graf von Seinsheim (* 16 de febrero de 1708 en Regensburg o Sünching-Würzburg, 18 de febrero de 1779) fue príncipe obispo de Würzburg (hasta 1755), y príncipe obispo de Bamberg.

## Biografía
Estudió teología cristiana en la Universidad de Salzburgo (maestría en 1724) y en el Collegium Germanicum 1725-27; y derecho en la Universidad de Würzburg y la Universidad de Leiden.
En 1747, se convirtió en rector de la Iglesia de San Gangolf en Bamberg.
Fue ordenado sacerdote el 29 de septiembre de 1753.
El cabildo de la Catedral de Würzburg lo eligió por unanimidad Príncipe Obispo de Würzburg el 7 de enero de 1755, y el Papa Benedicto XIV confirmó su nombramiento el 17 de marzo de 1755.
Fue consagrado obispo por el cardenal Franz Christoph von Hutten zu Stolzenfels, príncipe-obispo de Speyer, el 15 de junio de 1755.
Por insistencia de Francisco I, Emperador del Sacro Imperio Romano Germánico, fue elegido Príncipe Obispo de Bamberg el 21 de abril de 1757, creando así una unión personal entre el Príncipe-Obispado de Würzburg y el Príncipe-Obispado de Bamberg. El Papa confirmó este nombramiento el 23 de mayo de 1757.
Adam Friedrich von Seinsheim apoyó al bando imperial durante la Guerra de los Siete Años. Las tropas del Reino de Prusia invadieron ambos obispados durante el curso de esta guerra. 
Murió de neumonía en Würzburg el 18 de febrero de 1779 y está enterrado allí.